# Голубянка бавий
Голубянка бавий или Голубянка красноватая (лат. Pseudophilotes bavius) — дневная бабочка из семейства голубянок.

## Этимология названия
Bavius (римская литература) — Бавий, римский поэт.

## Описание

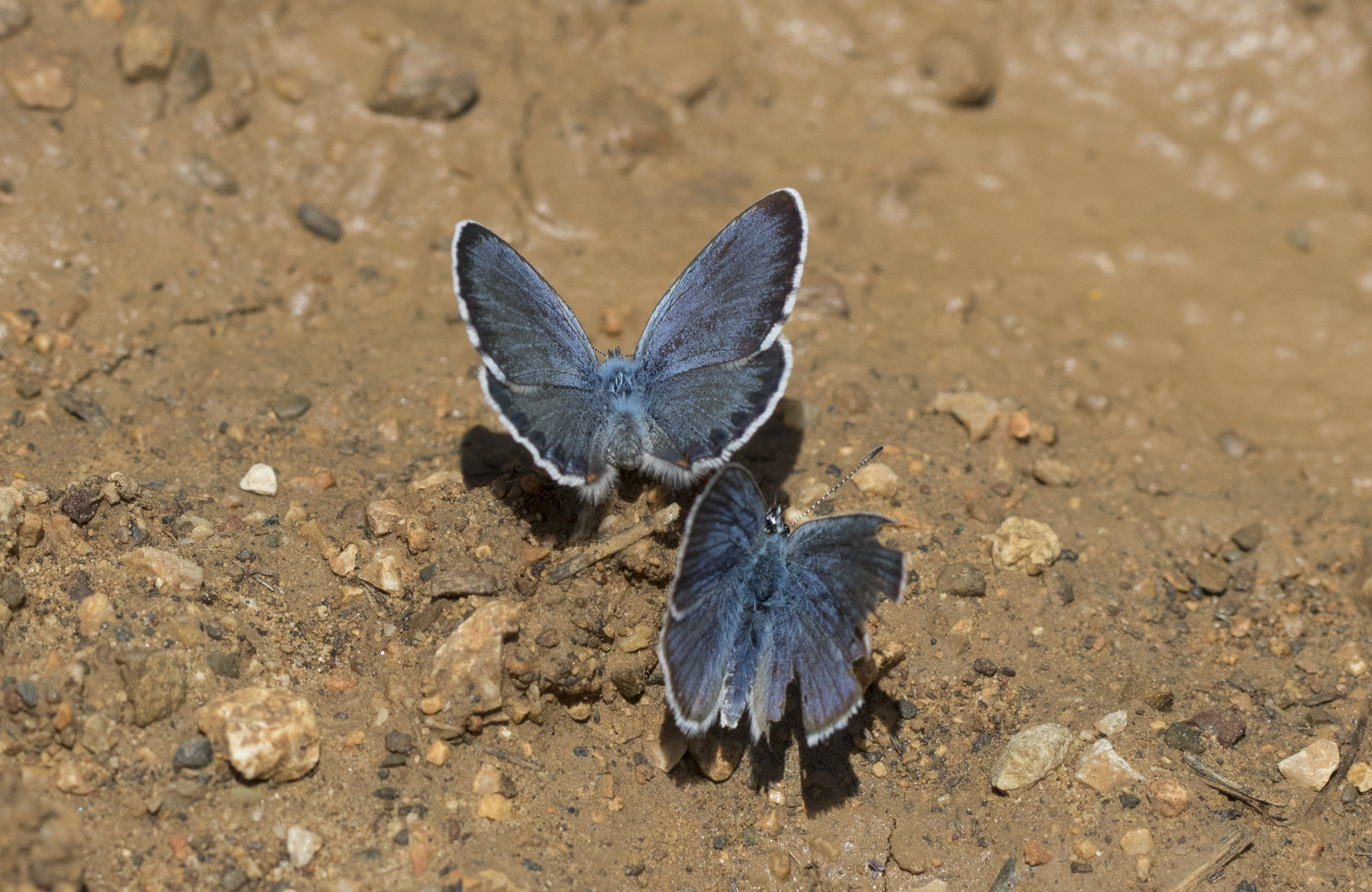

Длина переднего крыла 12—14 мм. Размах крыльев — 23—30 мм. Половой диморфизм выражен. Верхняя сторона крыльев самцов сверху красновато-голубого цвета с относительно широким коричнево-черным краем. У заднего угла задних крыльев располагается 2—4 окаймленных глазка красного цвета. Основной фон крыльев самки — коричневый с синим налетом у основания и более яркой чередой красноватых глазков на задних крыльях. Нижняя поверхность крыльев серого цвета с прикорневым голубым напылением и широкой оранжевой перевязью вдоль внешнего края на задних крыльях.

## Замечания по систематике
Из различных частей ареала голубянки бавий было описано несколько подвидов, которые отличаются от номинативного преимущественно окраской верхней стороны крыльев.
- Pseudophilotes bavius bavius
- Pseudophilotes bavius casimiri Hemming, 1932
- Pseudophilotes bavius hungarica (Dioszeghy, 1913) Трансильвания
- Pseudophilotes bavius fatma (Oberthür, 1890) Марокко, Алжир
- Pseudophilotes bavius egea (Herrich-Schäffer, [1852]) Кавказ
- Pseudophilotes bavius macedonicus Schultze, 1958 Македония
- Pseudophilotes bavius eitschbergeri (Koçak, 1975) Турция
- Pseudophilotes bavius vanicola (Koçak, 1977) Турция

## Ареал и местообитание
Крайне локальный вид, встречающийся дизъюнктивно. Марокко, Алжир, локально в Румынии, Македонии, Южной и Северной Греции, Турции, Закавказье, восточная часть Большого Кавказа, степи Украины и европейской части России, Северный Казахстан.
В Восточной Европе ареал простирается по степной зоне Украины и европейской части России. На Украине известен только в нескольких южных областях (Донецкая, Запорожская, Днепропетровская, Херсонская, Николаевская, Одесская области; исторические указания для Луганской области). Обитает по берегам лиманов, в оврагах и балках вдоль морского побережья, реже — по долинам рек. Современные находки на значительно части территории степной зоны Украины отсутствуют. Встречается в степной зоне и предгорьях Крыма (в том числе на Карадаге, Керченском полуострове). Несколько локальных популяций известны также в Трансильвании в Румынии.
Населяет остепненные склоны, остепненные балки и овраги, пойменные степи, меловые степи. На Южном Урале бабочки встречаются на каменистых остепненных склонах. На территории Саратовской области населяет остепненные балки с зарослями караганы. В Волгоградской области предпочитает степи с известняковыми обнажениями и крупные меловые массивы, каменистые балки в пойме реки Дон. На территории Астраханской области отмечен в закустаренной каменистой и в пойменной степи по долине реки Волги. На Кавказе вид населяет горные склоны с участками сухостойной растительности, зарослями кустарников и обязательным присутствием шалфеев на высотах от 500 до 1600—2000 м н.у.м.

## Биология
За год развивается в одном поколении. Время лёта — с начала мая по конец июня в разных районах. В жарком Внутригорном Дагестане бабочки появляются уже в середине апреля, а в прохладных высокогорных районах лёт происходит с конца мая до конца июня.
Бабочки активно кормятся нектаром травянистых и кустарниковых растений. Самки откладывают яйца поштучно на соцветия шалфея (Salvia). Размеры яйца 0,6 на 0,3 мм. Его форма дискообразная. Поверхность мелкоячеистая. Цвет яйца — белый с выраженным зелёным оттенком. По мере развития яйцо белеет. Стадия яйца длится 3-4 дня.
Гусеница первого возраста светло- зеленоватого цвета с темными точками. Питается выгрызая мягкие части соцветия, а также прогрызает отверстие в бутоне, после чего выедает его внутренние части. Гусеница второго возраста имеет красновато-коричневатую окраску и её тело покрыто редкими белыми волосками. Вдоль спины идет более темная полоска, ограниченная по бокам рядами белых штрихов. Питается бутонами и завязями цветов. Гусеница третьего возраста — красно-малиновая. Вдоль спины идёт темная полоса, ограниченная по бокам белыми линиями. Питается лепестками цветов и завязями. Гусеница четвертого возраста красно-малинового или зеленого цвета с короткими белыми волосками. Куколка длиной 8—10 мм, выпуклая, буроватая, с темными пятнышками. Куколка зимует.

## Замечания по охране
Занесен в Красную книгу Международного союза охраны природы (МСОП), где вид имеет 2 категорию охраны (EN — таксон, имеющий неблагоприятный международный статус, низкую численность, тенденцию к неуклонному сокращению численности и/или ареала, но в настоящее время не находящийся под прямой угрозой исчезновения).
Занесен в «Красную книгу Европейских дневных бабочек» с категорией SPEC3 — вид, обитающий как в Европе, так и за ее пределами, но находящийся на территории Европы под угрозой исчезновения.
Включен в Красную книгу Украины, как «Уязвимый» вид. Причины сокращения численности: разрушение природных мест обитания вида — распашка целинной степи и ее облесение, урбанизация, чрезмерный выпас скота, выжигание травы. Численность вида на территории Украины на небольших участках, не превышающих несколько сотен квадратных метров. В пик лёта численность может достигать до 20-25 особей на 1 участок, обычно не превышает 20-30 особей на 1 га.